# Deutsche Formel-4-Meisterschaft
Die deutsche Formel-4-Meisterschaft, auch bekannt als ADAC Formel 4, (offiziell ADAC F4 Germany certified by FIA powered by Abarth) war eine Automobilrennserie nach dem FIA-Formel-4-Reglement. Die Rennveranstaltungen wurden primär in Deutschland ausgetragen, darüber hinaus fanden Rennen in Belgien, den Niederlanden und Österreich statt. Die deutsche Formel-4-Meisterschaft wurde erstmals 2015 ausgetragen und nach der Saison 2022 eingestellt.
Die deutsche Formel-4-Meisterschaft wurde vom Allgemeinen Deutschen Automobil-Club e. V. (ADAC) veranstaltet und primär unter dem Namen ADAC Formel 4 beworben. Sie wurde – wie auch zuvor die ADAC Formel Masters – größtenteils an den ADAC Masters Weekends ausgetragen, in deren Rahmen mehrere vom ADAC organisierte Rennserien an den Start gehen.

## Geschichte
Nachdem die FIA 2013 die Einführung eines Formel-4-Reglements beschlossen hatte, entschied der ADAC, die ADAC Formel Masters ab 2015 durch die deutsche Formel-4-Meisterschaft, auch ADAC Formel 4 genannt, zu ersetzen.
Nach dem Ende der fahrermäßig schwach besetzten Saison 2022 wurde lange auf eine Veröffentlichung eines Rennkalenders für das Jahr 2023 gewartet. Dies ließ zusammen mit den Gerüchten zur Übernahme der DTM durch den ADAC – welche am 2. Dezember 2022 auch durchgeführt wurde – Spekulationen aufkommen, dass die Meisterschaft nicht weiter fortgesetzt werden würde. Am 3. Dezember 2022 verkündete der Veranstalter ADAC, dass die deutsche Formel 4 für die Saison 2023 nicht mehr ausgeschrieben wird. Als Gründe für das Ende der Meisterschaft werden die im Vergleich zu anderen nationalen Formel-4-Meisterschaften hohen Kosten als auch das geringe Fahreraufkommen genannt. Beim letzten Rennen am Nürburgring Mitte Oktober waren gar nur mehr elf Fahrer gemeldet gewesen während eine Woche später beim letzten Rennen der italienischen Formel 4 in Mugello ganze 41 Fahrer an den Start gingen.

## Ablauf des Rennwochenendes
Jede Veranstaltung war als nationaler Wettkampf ausgeschrieben. Ein Rennwochenende bestand aus zwei 30-minütigen Trainings, einem 30-minütigen Qualifying und drei 30-minütigen Rennen.

## Fahrzeug
In der deutschen Formel-4-Meisterschaft wurde das Tatuus-Chassis F4 T-421 mit einem Abarth-1,4-Liter-T-Jet-Motor verwendet. Die Reifen waren von Pirelli.

## Besonderheiten
Die deutsche Formel-4-Meisterschaft wies einige Abweichungen vom sportlichen FIA-Formel-4-Reglement auf. Es wurden keine Bonuspunkte für Pole-Position oder die schnellste Rennrunde vergeben. Darüber hinaus gab es Abweichungen bei der Bestimmung der Startaufstellung, diese wurde für die ersten beiden Rennen durch ein Qualifying bestimmt. Die Startaufstellung des dritten Rennens war mit dem Ergebnis des ersten Rennens identisch, wobei die ersten zehn Fahrer in umgekehrter Reihenfolge starteten.
Die maximale Teilnehmerzahl an einem Rennwochenende betrug 42 Fahrzeuge, wenn für ein Rennen weniger Fahrzeuge auf der Strecke zugelassen sind, qualifizierten sich die schnellsten Fahrer im Qualifying für das Rennen. Falls weniger als zwölf Fahrzeuge gemeldet waren, wurde die Veranstaltung abgesagt.

## Fernsehübertragung
Die Rundfunkübertragungsrechte für die deutsche Formel-4-Meisterschaft lagen in Deutschland beim Videoportal von RTL bei TVNow. Alle Rennen wurden live auf TVNow via App (Premium Account erforderlich), auf TVNow.de oder auf adac-motorsport.de per Live-Streaming kostenfrei ausgestrahlt. 

## Bisherige Meister
| Saison | Meister               | Punkte | Zweiter          | Punkte | Dritter            | Punkte | Bestes Team                   | Punkte | Rookie           | Punkte | Quelle |
| ------ | --------------------- | ------ | ---------------- | ------ | ------------------ | ------ | ----------------------------- | ------ | ---------------- | ------ | ------ |
| 2015   | Marvin Dienst         | 347,5  | Joel Eriksson    | 299,5  | Joey Mawson        | 297,5  | ADAC Berlin-Brandenburg e. V. | 558,5  | David Beckmann   | 396,5  | [ 7 ]  |
| 2016   | Joey Mawson           | 374,5  | Mick Schumacher  | 322,5  | Mike David Ortmann | 247,5  | Prema Powerteam               | 459,5  | Nicklas Nielsen  | 317,5  | [ 8 ]  |
| 2017   | Jüri Vips             | 245,5  | Marcus Armstrong | 241,5  | Felipe Drugovich   | 236,5  | Prema Powerteam               | 597,5  | Mick Wishofer    | 383,5  | [ 9 ]  |
| 2018   | Lirim Zendeli         | 348,5  | Liam Lawson      | 234,5  | Enzo Fittipaldi    | 223,5  | US Racing – CHRS              | 562,5  | David Schumacher | 332,5  | [ 10 ] |
| 2019   | Théo Pourchaire       | 258,5  | Dennis Hauger    | 251,5  | Arthur Leclerc     | 202,5  | US Racing – CHRS              | 528,5  | Roman Staněk     | 412,5  | [ 11 ] |
| 2020   | Jonny Edgar           | 300,5  | Jak Crawford     | 298,5  | Elias Seppänen     | 257,5  | Van Amersfoort Racing         | 651,5  | Tim Tramnitz     | 408,5  | [ 12 ] |
| 2021   | Oliver Bearman        | 295,5  | Tim Tramnitz     | 269,5  | Luke Browning      | 220,5  | Van Amersfoort Racing         | 570,5  | Nikita Bedrin    | 362,5  | [ 13 ] |
| 2022   | Andrea Kimi Antonelli | 313,5  | Taylor Barnard   | 266,5  | Rafael Câmara      | 193,5  | Prema Racing                  | 594,5  | Rafael Câmara    | 285,5  | [ 14 ] |